# 와타나베 료타
와타나베 료타(일본어: 渡辺 亮太, 1991년 3월 11일 ~ )는 일본의 축구 선수이다.

## 구단 경력
그는 2013년부터 2018년까지 J리그의 에히메 FC, AC 나가노 파르세이루, 아술 클라로 누마즈, 후지에다 MYFC에서 활동하였다.